# Moncetz-Longevas
Moncetz-Longevas è un comune francese di 571 abitanti situato nel dipartimento della Marna nella regione del Grand Est.

## Società

### Evoluzione demografica
Abitanti censiti